# Russisch-Orthodoxe Kirche in Kasachstan
Die Russische Orthodoxe Kirche in Kasachstan ist eine der größten russisch-orthodoxen Gemeinden außerhalb Russlands. Sie ist die zweitgrößte Religionsgemeinschaft in Kasachstan, der vor allem die in Kasachstan lebenden Russen angehören.
Das Metropolitanbistum Kasachstan wurde am 7. Mai 2003 durch den Heiligen Synod der Russisch-Orthodoxen Kirche gegründet. Seit dem 5. März 2010 ist Metropolit Alexander Vorsitzender des Metropolitanbistums Kasachstan. Am 6. Oktober 2010 wurden auf dem Gebiet drei neue Eparchien gegründet: die Eparchien Pawlodar, Qostanai und Qaraghandy.

## Eparchien in Kasachstan

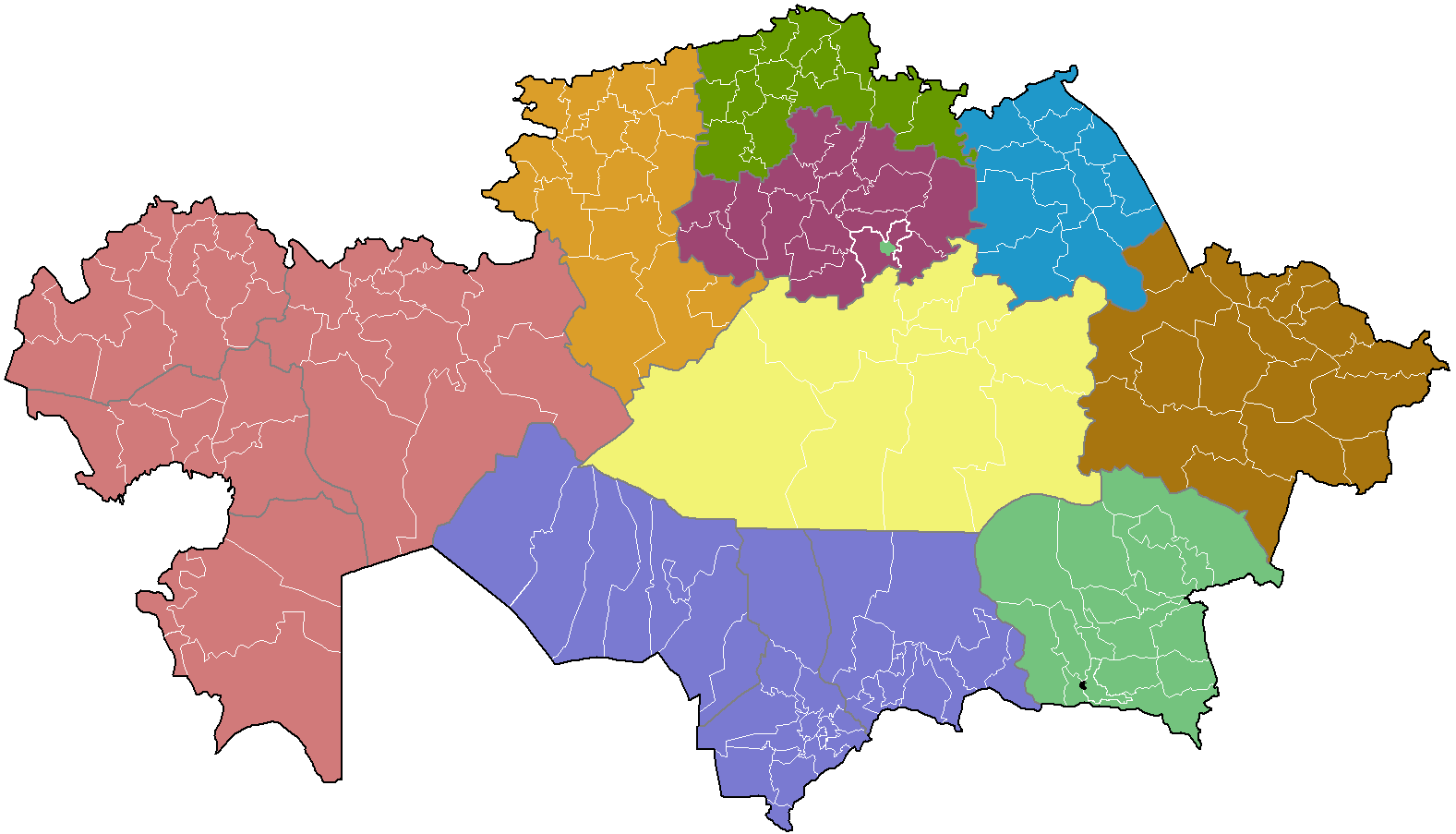
Eparchien der orthodoxen Kirche in Kasachstan:
• Eparchie Astana und Almaty (hellgrün)
• Eparchie Kökschetau (hellviolett)
• Eparchie Oral und Aqtöbe (rot)
• Eparchie Öskemen (braun)
• Eparchie Pawlodar und Ekibastus (blau)
• Eparchie Petropawl und Bulajew (grün)
• Eparchie Qaraghandy und Schachtinsk (gelb)
• Eparchie Qostanai und Rudny (orange)
• Eparchie Schymkent und Taras (lila)

Die Russisch-Orthodoxe Kirche ist in Kasachstan in einem Metropolitanbezirk organisiert. Dieser umfasst neun Eparchien:
| Name                                | Gründung | Sitz       |
| ----------------------------------- | -------- | ---------- |
| Eparchie Astana und Almaty          | 1945     | Astana     |
| Eparchie Kökschetau                 | 2011     | Kökschetau |
| Eparchie Oral und Aqtöbe            | 1991     | Oral       |
| Eparchie Öskemen                    | 2011     | Öskemen    |
| Eparchie Pawlodar und Ekibastus     | 2010     | Pawlodar   |
| Eparchie Petropawl und Bulajew      | 2011     | Petropawl  |
| Eparchie Qaraghandy und Schachtinsk | 2010     | Qaraghandy |
| Eparchie Qostanai und Rudny         | 2010     | Qostanai   |
| Eparchie Schymkent und Taras        | 1991     | Schymkent  |